# Všeruby (ort i Tjeckien, Okres Plzeň-Sever)
Všeruby är en köping i Tjeckien.   Den ligger i distriktet Okres Domažlice och regionen Plzeň, i den västra delen av landet, 130 km sydväst om huvudstaden Prag. Všeruby ligger 443 meter över havet och antalet invånare är 858.
Terrängen runt Všeruby är platt åt nordväst, men åt sydost är den kuperad. Runt Všeruby är det ganska tätbefolkat, med 83 invånare per kvadratkilometer. Närmaste större samhälle är Kdyně, 6,9 km nordost om Všeruby. I omgivningarna runt Všeruby växer i huvudsak blandskog.